# Carlos Sánchez Méndez
Carlos Sánchez Méndez (Bogotá, 22 de abril de 1946) es un exguerrillero y director de fotografía colombiano. 
Es uno de los directores de fotografía más importantes de la cinematografía de Colombia. Su trabajo se extiende desde televisión, documentales y cine. Es reconocido por estar detrás de seriados de televisión como Don Chinche, Romeo y Buseta y La posada, entre otros. Es uno de los colaboradores recurrentes del director Felipe Aljure, de hecho, a trabajado en producciones como La gente del Universal, El Colombian Dream, entre otros. Trabajó con el director chileno Dunav Kuzmanich, en películas como Canaguaro y El día de las Mercedes. En 1990 ganó el premio a mejor fotografía en el Festival Internacional de Cine de Cartagena por el largometraje Maria Cano. Actualmente se dedica a dictar clases en la Universidad Central y en la Jorge Tadeo Lozano.
Es hermano del fallecido director y actor Pepe Sánchez.

## Biografía
Carlos Sánchez estudió economía en la Universidad Externado de Colombia. Sin embargo, en 1967 abandonó los estudios para registrar con su cámara la protesta de la universidad Nacional contra el Plan Básico de la Educación Superior. Posteriormente se unió al M-19, en donde junto a Carlos Duplat, se encargaba de proselitismo, realizando películas y cartillas. Luego de dejar el M-19, Sánchez realizó un documental sobre el Festival Vallenato y empezó así su carrera formalmente en el cine. Sin embargo, estaba siendo perseguido por las autoridades y se radicó en Ecuador en 1979.
En su vuelta a Colombia, trabajó en la película Canaguaro, de Dunav Kuzmanich. Un año después, bajo la dirección de su hermano, trabajó en la exitosa serie Don Chinche.
Su trabajo como director de fotografía en la película María Cano, de la directora Camila Loboguerrero, le significó un premio India Catalina en el año 1990. Dicho largometraje es considerado uno de los clásicos del cine Colombiano.
En 2006, participó en la película El Colombian Dream, de Aljure. Además, al año siguiente, fue director de fotografía del cortometraje No pongas tus puercas manos sobre mi.

## Filmografía
| Año  | Película o seriado                   | Director                                     | Director de fotografía | Operador de cámara | Otros | Comentarios                                                                            |
| ---- | ------------------------------------ | -------------------------------------------- | ---------------------- | ------------------ | ----- | -------------------------------------------------------------------------------------- |
| 2018 | Solsticio - Relatos de la NO guerra  | Helbert Antía                                | Sí                     | Sí                 |       | Seriado de documentales.                                                               |
| 2017 | El Culebro: La historia de mi papá   | Nicolás Casanova                             |                        |                    | Sí    | Entrevistado                                                                           |
| 2016 | Tres escapularios                    | Felipe Aljure                                |                        | Sí                 |       |                                                                                        |
| 2014 | Duni                                 | Javier Mejía                                 |                        |                    | Sí    | Entrevistado                                                                           |
| 2006 | El Colombian Dream                   | Felipe Aljure                                | Sí                     | Sí                 |       |                                                                                        |
| 2005 | No pongas tus puercas manos sobre mí | Manuel Arias Casas                           | Sí                     |                    |       | Cortometraje                                                                           |
| 2004 | Bienvenidos a Colombia               | Catalina Villar                              | Sí                     |                    |       |                                                                                        |
| 2001 | La decisión de San Mateo             | Iván Benjumea                                |                        | Sí                 |       |                                                                                        |
| 1994 | Prisionera de amor                   | Luis Vélez                                   | Sí                     |                    |       | TV                                                                                     |
| 1991 | La gente del Universal               | Felipe Aljure                                |                        | Sí                 |       |                                                                                        |
| 1990 | María Cano                           | Camila Loboguerrero                          | Sí                     |                    |       | Ganador del premio Mejor fotografía en el Festival Internacional de Cine de Cartagena. |
| 1990 | Rodrigo D: No futuro                 | Víctor Gaviria                               |                        | Sí                 |       |                                                                                        |
| 1988 | La Posada                            | Pepe Sánchez, Diego León Hoyos, Mario Ribero | Sí                     |                    |       | TV                                                                                     |
| 1987 | Romeo y Buseta                       | Pepe Sánchez                                 | Sí                     |                    |       | TV                                                                                     |
| 1985 | El día de las Mercedes               | Dunav Kuzmanich                              | Sí                     |                    |       | TV                                                                                     |
| 1982 | Don Chinche                          | Pepe Sánchez                                 | Sí                     | Sí                 |       | TV                                                                                     |
| 1981 | Canaguaro                            | Dunav Kuzmanich                              | Sí                     |                    |       |                                                                                        |
| 1978 | El Patas                             | Pepe Sánchez                                 | Sí                     | Sí                 |       |                                                                                        |

## Premios

### Premios India Catalina
| Año  | Categoría        | Película   | Resultado |
| ---- | ---------------- | ---------- | --------- |
| 1990 | Mejor fotografía | Maria Cano | Ganador   |